# Люсе-фьорд
Люсе-фьорд (норв. Lysefjord) — фьорд в Норвегии, находится в регионе Вестланн в фюльке Ругаланн недалеко от Ставангера. Благодаря своей доступности, бесспорной зрелищной привлекательности и познавательной ценности входит в число наиболее известных туристических объектов Норвегии. Здесь же с конца последнего десятилетия XX века получил своё распространение новый вид парашютного спорта — бейсджампинг, экономически намного более доступный, чем классический парашютизм с использованием летательных аппаратов. Популярное среди пеших и водных туристов место.
Длина фьорда составляет 42 км, глубина колеблется от 13 метров — недалеко от Форсанна, до 422 метров — в районе Прекестулена.

## Происхождение
Как и все другие фьорды Норвегии, Люсе-фьорд образовался в виде тектонического разлома, вызванного движением плит земной коры во время Каледонского горообразовательного процесса около 400 млн лет тому назад.
В ледниковый период эта трещина была заполнена льдом, который, продвигаясь к морю, нёс на себе обломочный материал окружающих гор. Опускаясь вниз этот обломочный материал, достигнув ложа ледника, при своем перемещении льдом сглаживал борта и ложе разлома. В этом же направлении действовала и талая вода. В научных кругах это явление известно как ледниковая эрозия (нем. Glazialerosion).
После того, как ледник отступил «гигантская трещина» заполнилась водой. Произошло это приблизительно 10 000 лет назад. Люсе-фьорд вытянут с запада на восток на 42 км. Высота над водой вертикальных скальных стен достигает 1 км.
Из-за сложного рельефа на берегах фьорда находятся только два населённых пункта — Люсеботн (норв. Lysebotn) и Форсанн (норв. Forsand).
Центром туризма по фьорду является посёлок Оанес (норв. Oanes), где можно получить информацию и первое представление о достопримечательностях фьорда. По фьорду можно совершить экскурсию на собственной байдарке. Возможные места для стоянок существуют на южном берегу, но из-за крутизны склонов их мало — только 4 на 40 км пути В летний сезон из Форсанна в Люсеботн несколько раз в день ходит катер.
У электростанции можно наблюдать в воде стаю тюленей.

## Люсеботн
Люсеботн (норв. Lysebotn) — городок в самой дальней восточной части фьорда. Население, в основном, состоит из рабочих двух гидроэлектростанций, которые находятся поблизости — норв. Lyse и норв. Tjodan. Обе электростанции построены в скале. На норв. Lyse вода падает на турбину с высоты 620 метров и вырабатывает 210 МВт энергии. На норв. Tjodan мощность составляет 110 МВт при падании воды с 896 метров. Две электростанции обеспечивают электроэнергией более 100 тысяч человек.
Единственная дорога, связывающая Люсеботн с остальным миром, делает 27 крутых поворотов с набором высоты более 900 метров. Один из витков дороги проходит в тоннеле. В летний сезон между городками Люсеботн и Лаувик (норв. Lauvvik) дважды в день курсирует туристический паром. Во время путешествия по фьорду по громкоговорителю ведётся обзорная экскурсия на нескольких языках — английском, норвежском, немецком. В кафетерии парома можно найти бесплатные буклеты с текстом на других языках, в том числе и на русском.

## Кьёраг

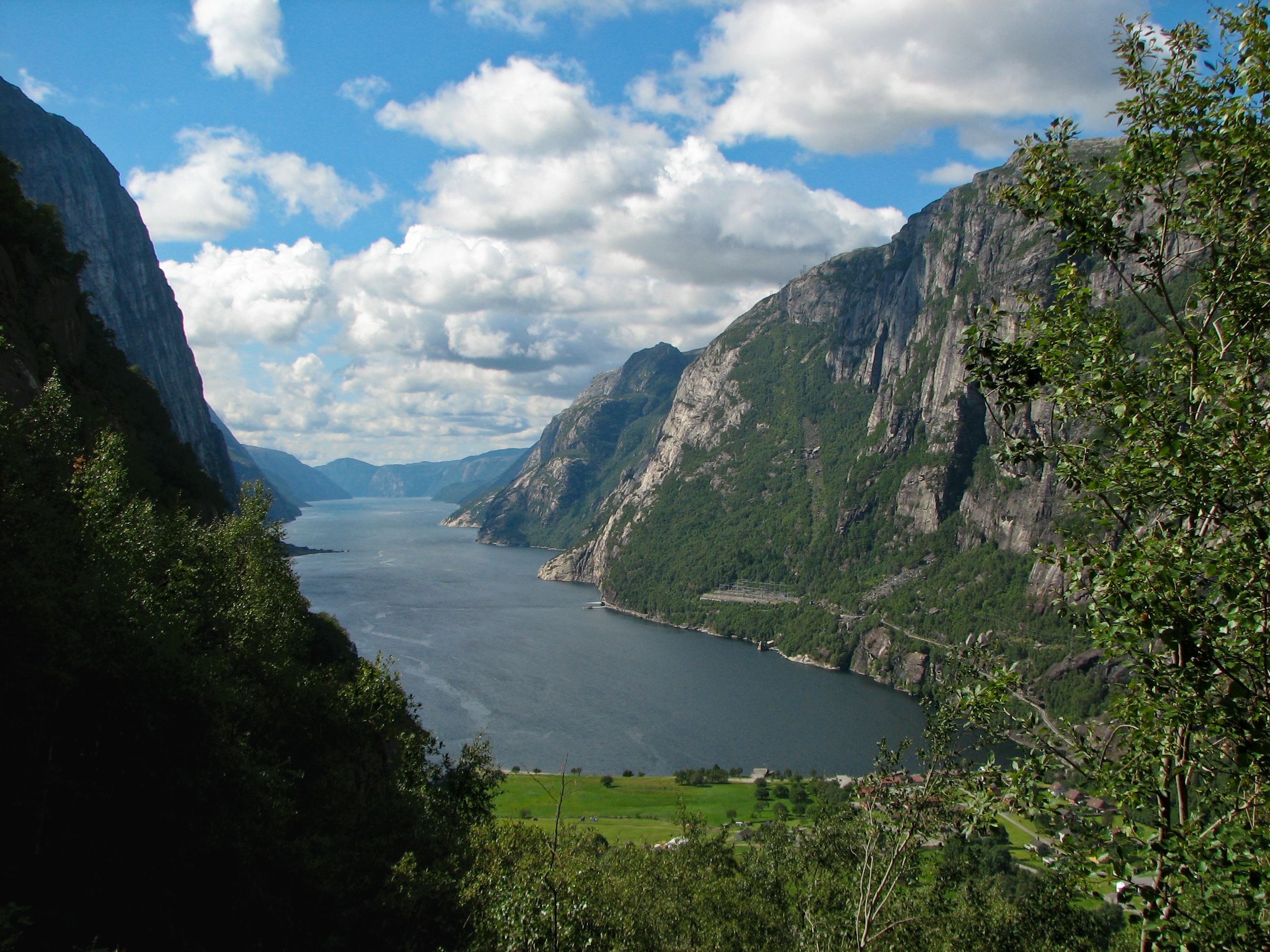
Восточная оконечность Люсе-фьорда и городок Люсеботн

Кьёраг (норв. Kjerag) — плато возвышающееся над Люсе-фьордом. Её наивысшая точка находится на высоте 1084 метров над уровнем моря. Большинство туристов поднимается на Кьёраг не столько ради красивых видов фьорда, сколько ради того, чтобы добраться до «камня-горошины» или Кьёрагболтона.

### Кьёрагболтен
Кьёрагболтен (норв. Kjeragbolten) — это огромный булыжник объёмом примерно 5 м³ застрявший между двумя вертикальными скальными стенками. Популярное туристическое место. Добраться до поверхности камня можно без помощи альпинистского снаряжения, однако пропасть под камнем достигает глубины примерно километра. Летом в хорошую погоду сюда стремятся сотни туристов не только из-за рубежа, но также и из самой Норвегии.

#### Орлиное гнездо
Путешествие на Кьёраг начинается с местечка Øygardsstølen, что в переводе с норвежского означает «Орлиное гнездо». Небольшое кафе, построенное на высоте примерно 500 метров над Люсе-фьордом. Сюда ведёт дорога из Ставангера. Рядом с кафе есть платная парковка, где туристы оставляют свои машины, когда поднимаются на Кьёраг. Тут же можно найти информационный щит, дающий представление куда нужно двигаться и как далеко, а также туалет и душевые кабины.
Вниз к Люсеботну ведёт крутая дорога, состоящая из 27 крутых поворотов. Она открыта только в летний сезон. У Øygardsstølen есть смотровая площадка, с которой открывается вид и на крутые повороты опасной дороги и на сам городок Люсеботн.
Персонал кафе составляет 1—3 человека, здесь вы можете купить воду, бутерброды, разменять мелочь, чтобы оплатить стоянку. Не стоит рассчитывать, что здесь вы можете серьёзно подкрепиться. Также тут можно купить открытки с видами Люсе-фьорда и Кьёрагболтона. Купленную открытку тут же можно отправить по почте, заплатив работникам кафе. Впрочем, это обычная практика для туристических мест в Норвегии.
- Øygardsstølen или «Орлиное гнездо»<br

"
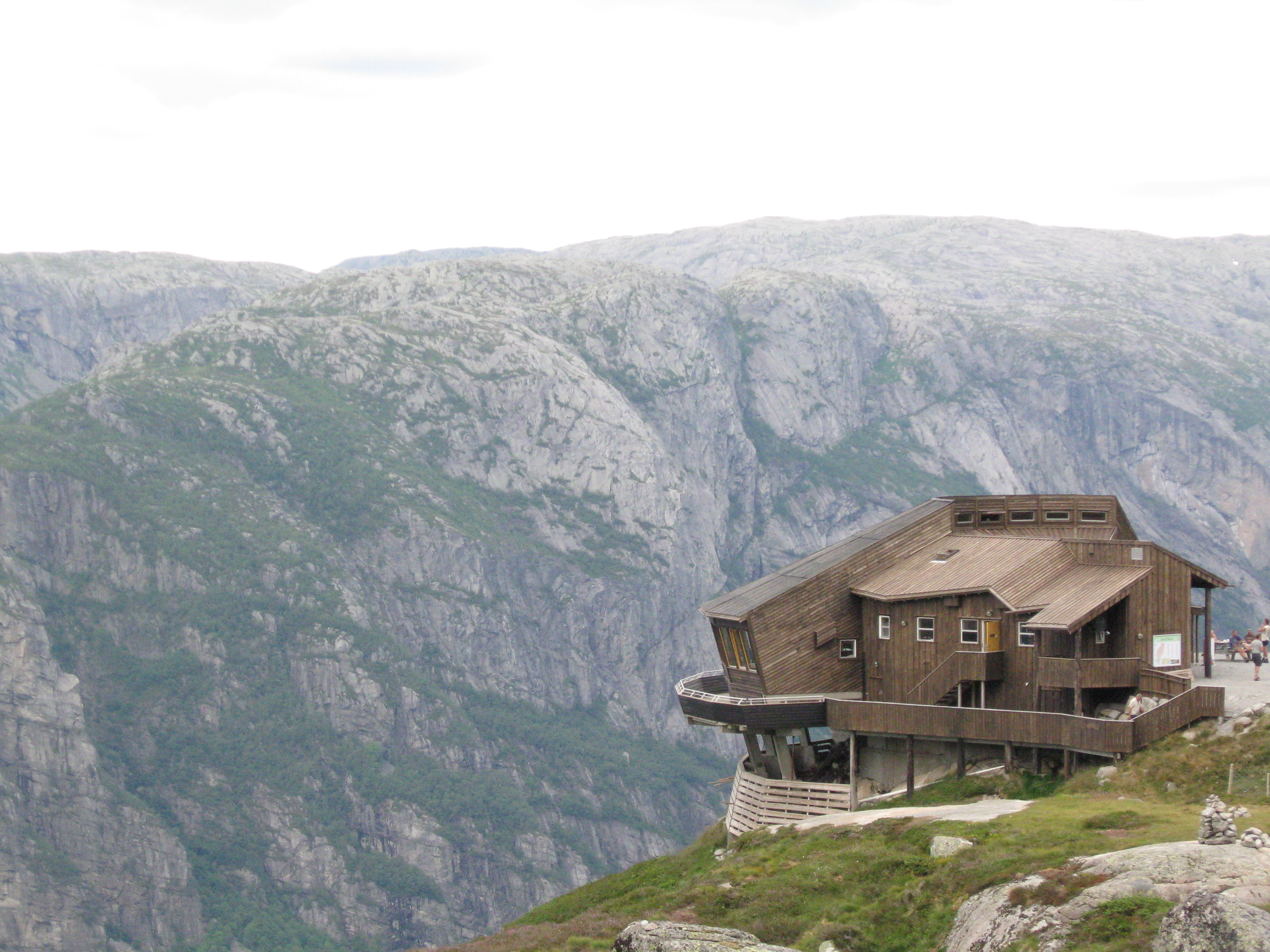
Вид на «орлиное гнездо». Хорошо видна огороженная смотровая площадка, опоясывающая здание по периметру.
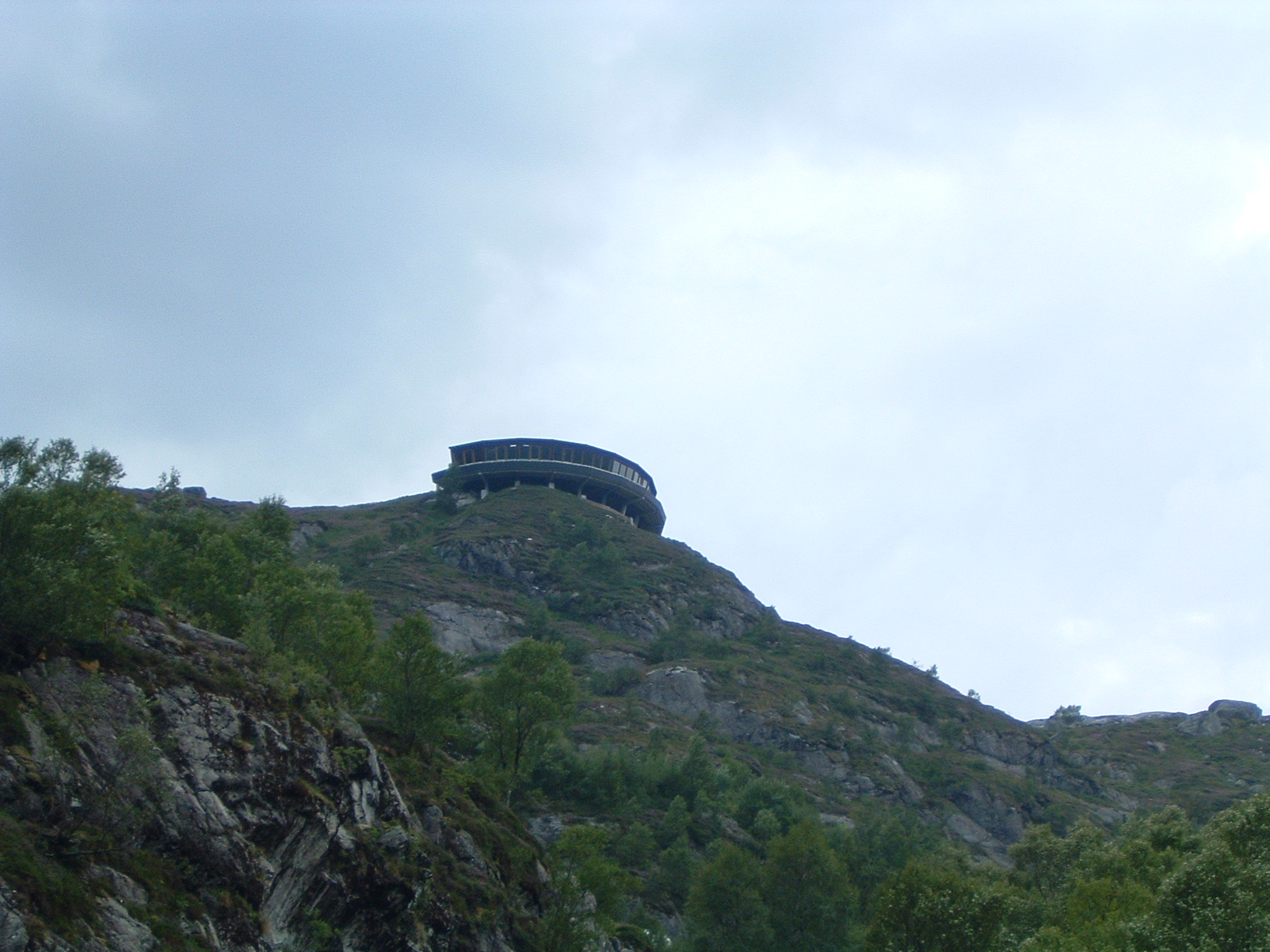
Вид снизу на здание кафе и смотровую площадку
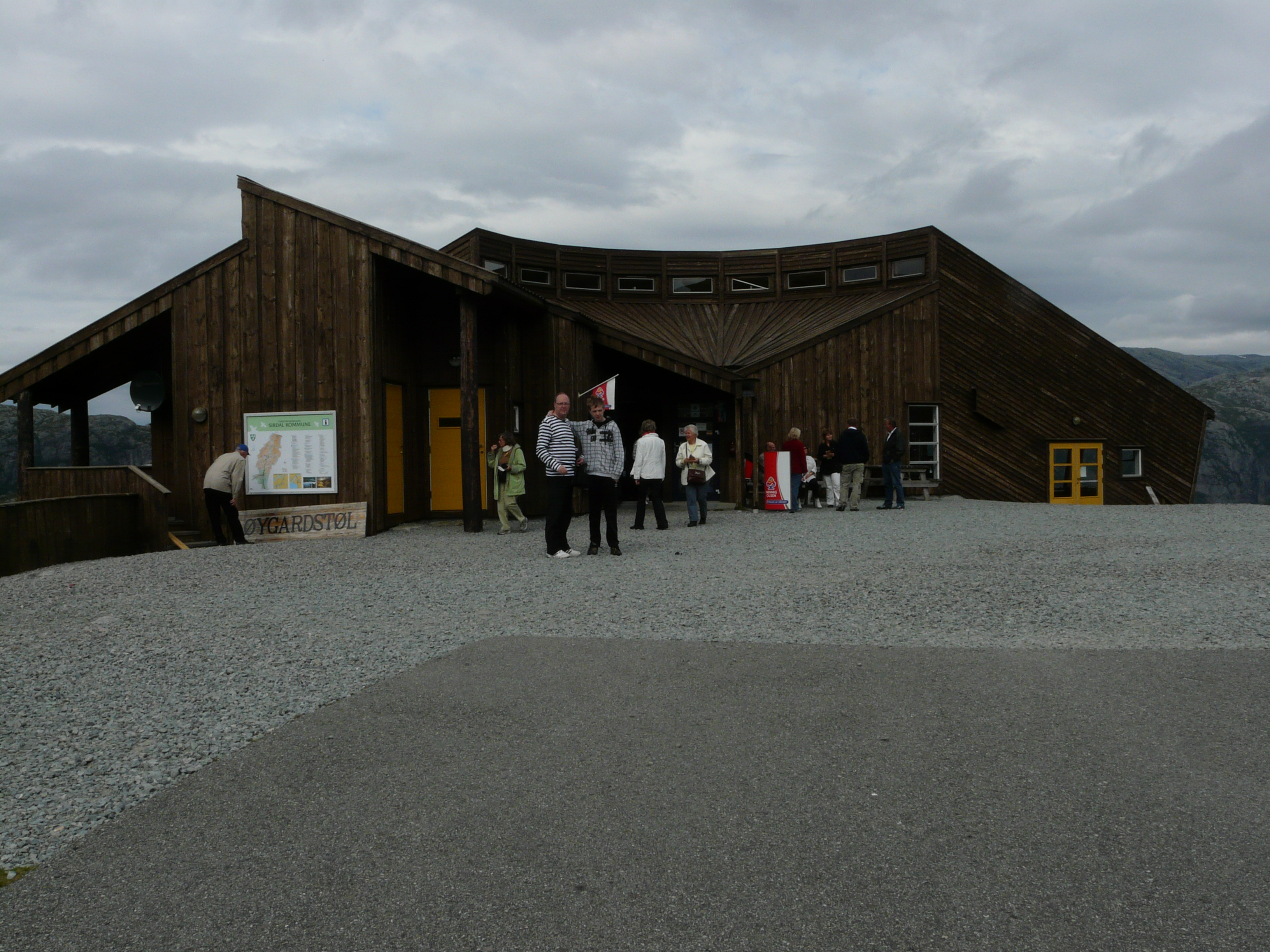
Вход в кафе, вид с парковки. На заднем плане — отвесные стены фьорда.

#### Подъём на Кьёраг
Подъём на плато начинается от Øygardsstølen (Орлиного гнезда). Трасса подъёма помечена специальным маркером — красной буквой Т. В особо сложным местах, в местах крутых подъёмов для удобства «восходителей» организованы перила, которые рекомендуется использовать не только при подъёме, но и при спуске. Чтобы добраться до верхней точки плато, необходимо преодолеть три подъёма и два спуска. Общий набор высоты составляет около 500 метров. Расстояние от точки старта до Кьёрагболтона составляет около 4 км. На самом деле, придётся преодолеть значительно большее расстояние из-за сложного рельефа и большого набора высоты.
|                                                                       |                                                                        |
| Три подъёма и два крутых спуска. Общий набор высоты около 500 метров. | Провешенные металлические перила — хорошее подспорье во время подъёма. |

В среднем посещение Кьёрага займёт у вас около 2,5 часов в одну сторону. Однако подготовленный человек может преодолеть это расстояние намного быстрее. Нередко на Кьёрагболтоне можно встретить и пожилых норвежцев.
Рекомендации собирающимся взобраться к Кьёрагболтону довольно просты. Во-первых, это хорошая обувь, она должна надёжно фиксировать стопу и не скользить по камням, что поможет избежать вывихов голеностопа и других травм. Во-вторых, это удобная одежда. На плато может быть достаточно ветрено и прохладно. Не рекомендуется пытаться подниматься на плато в дождливую погоду. Это может быть достаточно опасно — скользкие камни могут стать причиной больших неприятностей, да и перила провешены не во всех опасных местах.
| |                                                        |  |  |
| Kjeragbolten. Вид сзади. Проход на камень достаточно безопасен. Мальчик с поднятыми руками позирует на камне. |                                                        |  |  |
| Вид на Люсе-фьорд с «горошины».                                                                               | Kjeragbolten — огромный камень, застрявший между скал. |  |  |

### Бейсджампинг с Кьёрага
Наибольший интерес у бейсджамперов вызывает северный выступ горы, который возвышается над фьордом на 984 метра. Обе скалы, и Прекестулен и Кьёраг, пригодны для бейсдажмпинга, но из-за большого наплыва туристов на Прекестулен, основной точкой для прыжков стал Кьёраг. Около 30 тысяч прыжков осуществлено со скалы в воды Люсе-фьорда. Не обошлось без трагических происшествий — зафиксировано несколько смертельных случаев. В отличие от стены троллей, Люсе-фьорд — это одно из мест в Норвегии, где легально разрешены прыжки.

#### История
В 1992 году начинающий бейсджампер Стейн Эдвардсен (норв. Stein Edvardsen) в одном из магазинов Ставангера увидел открытку с видами Кьёрага. Выяснив у продавца, где находится это место, он совершил восхождение на Кьёраг и попытался выяснить пригодно ли это место для прыжков. На тот момент Стейн не имел большого опыта в бейсджампинге, в его послужном списке значилось 2-3 прыжка с кранов и антенны 45-100 метров высотой. Поэтому его опыта явно не хватало, чтобы быть уверенным в удачном исходе.
Через два года, в октябре 1994 года, накопив опыт и найдя подходящий «drop», Стейн и двое его друзей совершили первый прыжок с Кьёрага.
Стало понятно, что прыжки с Кьёрага вполне реальны и осуществимы, однако в 1994 году было сделано всего 3 прыжка, так как была уже осень и наступала зима, что делало прыжки невозможными. После своего первого прыжка Стейн побывал на Bridge Day, где его знакомый Джон Винсент рассказал о прыжках в Шамони с девятисекундным свободным падением. На что Стейн ответил, что у себя дома, в двух часах езды от Ставангера, он неделю назад совершил 18 секундный прыжок. Все это не могло не заинтересовать остальных бейсджамперов, и на следующий год с Кьёрага было совершено уже 400 прыжков.
Новость о новом месте, пригодном для прыжков, быстро разлетелась среди бейсджамперов. В то время бейсжампинг ещё не был признан норвежской парашютной ассоциацией. Все прыжки осуществлялись секретно.
Летом 1995 года Стейн начал предпринимать шаги к созданию норвежской ассоциации бейсджамперов, которая была организована в феврале 1996 года. Главной целью ассоциации стало содействие другим бейсджамперам, желающим осуществить прыжок с Кьёрага, в том числе организация доставки и выброски. Позже были организованы курсы и инструктаж для желающих осуществить прыжок.
- Кьёраг<br

"
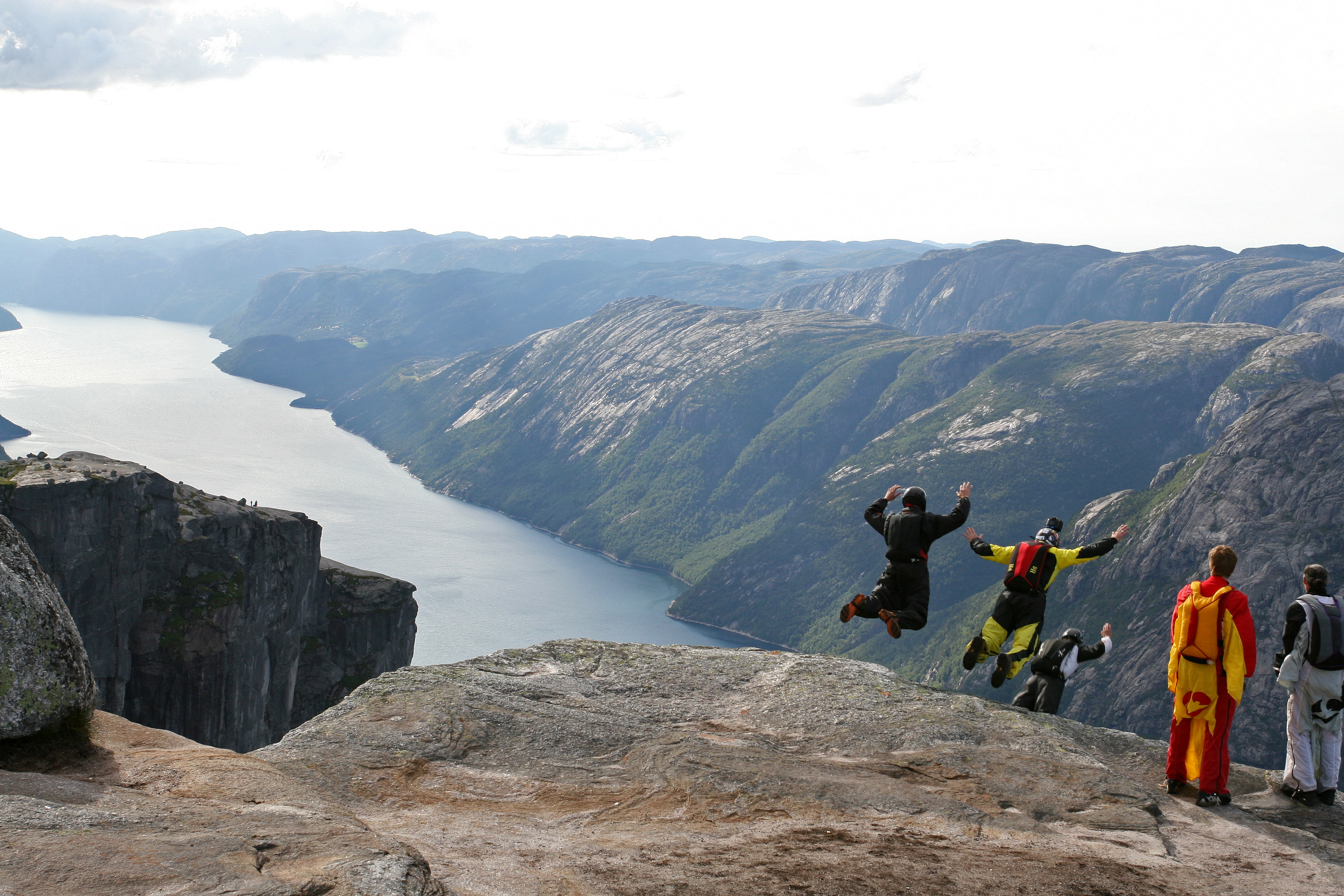
Бейсджампинг. Северный склон Кьёрага. 18-19 секунд свободного полёта привлекают экстремалов со всего света.
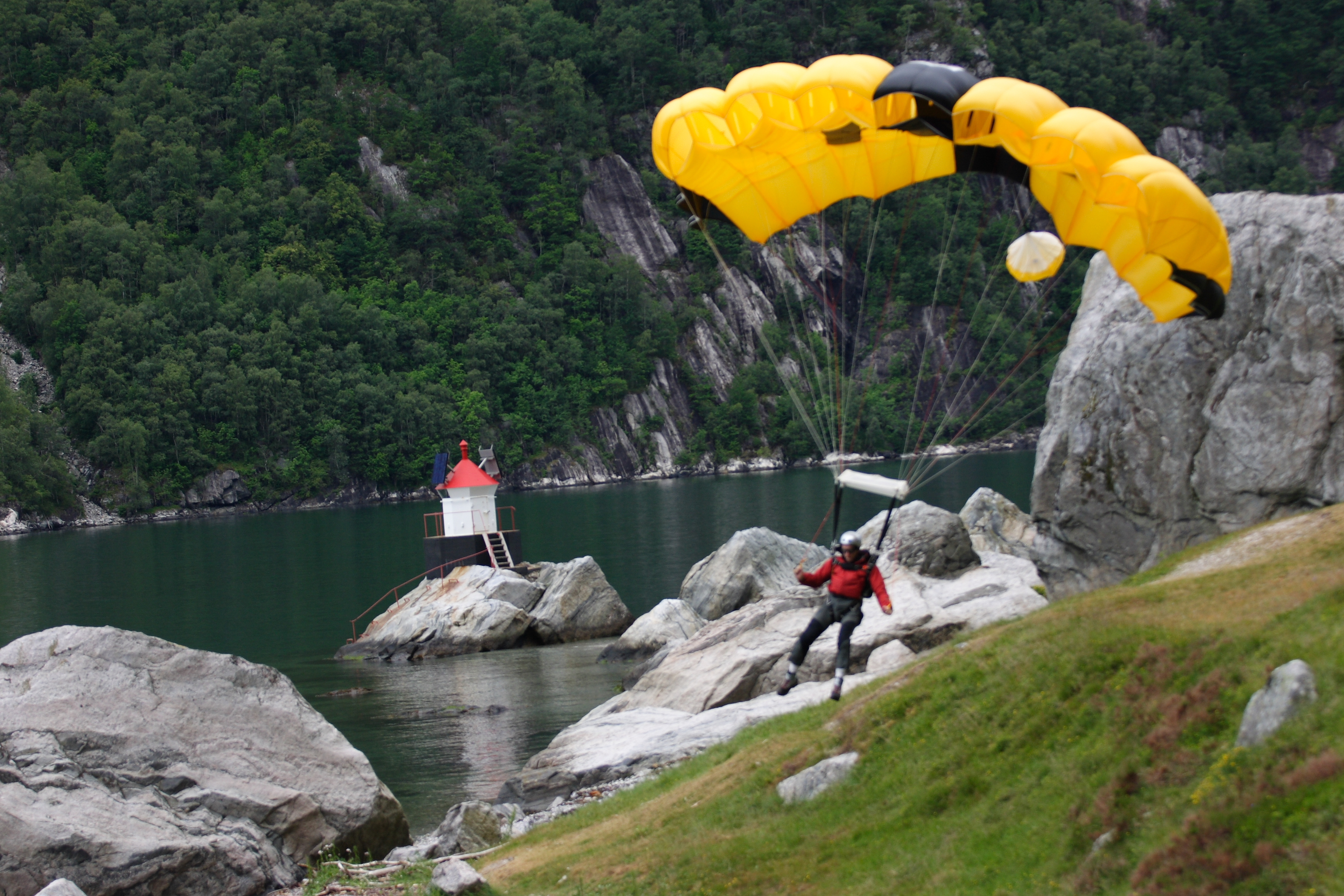
Для приземления есть лишь небольшая площадка под скалой

#### Правила
| Дата             | Бейсджампер                               | Возраст |
| ---------------- | ----------------------------------------- | ------- |
| 16 августа 1996  | Себастьян Декто (Sebastian Dectot)        | 24      |
| 29 июля 1997     | Улла-Стина Эстберг (Ulla-Stina Östberg)   | 46      |
| 6 июля 1999      | Тор Алекс Каппфьель (Thor Alex Kappfjell) | 32      |
| 15 августа 1999  | Кирилл Горетов                            | 29      |
| 10 июня 2000     | Терри Форресталь (Terry Forrestal)        | 52      |
| 5 августа 2000   | Валентино Вентори (Valentino Ventori)     | 30      |
| 23 июля 2002     | Лори Барр (Lori Barr)                     | 37      |
| 12 сентября 2002 | Роб Томпкинс (Rob Tompkins)               | 30      |
| 19 июля 2005     | Дарси Зойтсас (Darcy Zoitsas)             | 39      |
| 24 июля 2010     | Антон Кнестяпин                           | 25      |

С 1994 по 2010 год зафиксировано 10 смертельных случаев на Кьёраг. Первый подобный случай был зафиксирован в 1996 году. В 1999 и 2000 году произошло ещё 4 трагедии. После каждого подобного случая полиция накладывала ограничения на прыжки и только благодаря активной работе клуба бейсджамперов Ставангера (Stavanger B.A.S.E. Klubb) удалось избежать полного запрещения прыжков, как это произошло на Trollveggen (Стене троллей) — другой мекке бейсджамперов в Норвегии, где в настоящее время прыжки полностью запрещены из-за многочисленных инцидентов. При прыжке со стены троллей погиб и родоначальник бейсджампинга Карл Бениш (Carl Boenish).
Относительно строгие правила, предъявляемые к бейсджамперам на Кьёраге, объясняются желанием избежать смертельных случаев в будущем.
Чтобы осуществить прыжок с Кьёрага нужно соблюсти следующие правила:
- Регистрация — каждый джампер должен зарегистрироваться в Stavanger B.A.S.E. Klubb. Форму можно заполнить заранее на сайте клуба[10].
- Уплатить регистрационный сбор.

Необходимо документально подтвердить квалификацию или опыт
- иметь более 250 парашютных прыжков и минимум 20 прыжков за последние 6 месяцев.
- если ваш «бейсджамперский» опыт меньше 15 прыжков, то вы должны пройти однодневный обучающий курс.
- также есть ограничения на снаряжение.

#### Статистика
С 1994 по 2009 год осуществлено около 30 тысяч прыжков. Зафиксировано примерно 100 инцидентов и 9 летальных исходов. Около 30 раз для эвакуации пострадавших вызывался вертолёт спасателей.

### Скалолазание
Кьёраг является весьма популярным местом для скалолазания. Известно около 13 маршрутов, в основном с уровнем лазания 6—7 категории (по норвежской квалификации). По левому канту центральной части стены идёт маршрут Hoka Hey 7+, впервые пройденный в 1996 году, а свободным стилем — в 1999 году. Справа располагается маршрут Skjoldet А3 (7 категории сложности), пройденный в 1995 году. В 2009 году сборная Санкт-Петербурга совершила первопрохождение по центру северной стены Маршрут получил имя «Ландскрон» (Landskron)..
С 25 февраля по 10 марта 2009 года группа петербургских альпинистов в составе: Галина Чибиток (руководитель, кмс), Вячеслав Иванов (кмс), Алексей Лончинский (кмс), Иван Дождев (кмс) и Валерий Шамало (мс) совершили первопрохождение по центру северной стены Кьёрага. Был пройден маршрут 6Б категории трудности. Маршрут получил первое место на XXVII чемпионате России по альпинизму 2009 года в классе первопрохождений.

## Флёрли
Флёрли (норв. Flørli) расположена на южной стороне Люсе-фьорда, примерно в 25 км от устья фьорда и 15 км от Люсеботна. В начале XX века здесь работала частная электростанция.
Постоянное поселение во Флёрли возникло ещё в XVII веке. Вероятно, это была лесопилка на реке Флёриона (Flørliåna), к которой затем добавились усадьба, обросшая впоследствии хозяйством. В 1708 году крупный оползень и камнепад полностью разрушили усадьбу. Лишь около века спустя это место вновь покрылось зеленью. Земля эта принадлежала тогда Коллали (норв. Kallali) и использовалось исключительно для сенокоса, выпаса скота и валки леса.
В 1802 году Флёрли был восстановлен и продолжал свою хозяйственную деятельность вплоть до 1915—1920 годов. В 1916 году, во время активного строительства гидроэлектростанции, хозяйственная деятельность во Флёрли прекратилась, и он превратился в небольшой промышленный посёлок со своей школой, магазином и почтой.

### Электростанция 1917—1921 годов
Здание старой электростанции, построенное в стиле ар-нуво, имеет размеры 80 метров в длину и 9 метров в ширину. Сегодня оно окрашено в белый цвет и видно издалека. В центральном, самом большом зале, раньше располагалось турбинное отделение.
Вода для электростанции бралась из водоёмов в горах, которая доставлялась сначала по одной трубе, а позднее по двум трубам, проложенным по скалистому склону фьорда. Эти трубы сохранились до наших дней. Вдоль труб построен фуникулёр и идёт самая длинная деревянная лестница в мире.
| | |
| 1916—1917 год. Строительство здания гидроэлектростанции. В период активного строительства во Флёрли насчитывалось до 119 работников. | 2008 год. В этом белом здании в 1917—1921 годах работала гидроэлектростанция. С левой стороны здания можно рассмотреть надпись Flørli. По склону вверх уходит деревянная лестница из 4444 ступенек. |

В 1916 году во Флёрли числилось 119 работников, 28 женщин и 37 детей. В школе, её здание сохранилось до наших дней, в 1920—1925 годах обучались 11 человек. Школа была закрыта в 1970 году, а почта в 1981 году.
В 1999 году, с открытием новой автоматизированной гидроэлектростанции, посёлок был расселён.

### Самая длинная деревянная лестница
Для работы гидроэлектростанции требовалась вода, которая доставлялась по двум трубам, проложенным по склону. Для их обслуживания рядом с ними была построена лестница. Длина лестницы составляет 1600 метров, а перепад высот — 740 метров Лестница состоит ровно 4444 ступенек и она считается самой длинной деревянной лестницей в мире. Деревянная лестница привлекает туристов, которые не прочь проверить свои силы. Летом во Флёрли работают кафе, небольшой отель, а общество «Друзей Флёрли» («Flørlis Venner») устраивает здесь небольшие выставки.
|  |  |  | Слева: Старый трубопровод, когда-то снабжавший старую гидроэлектростанцию во Флёрли, и рельс фуникулёра. Сейчас фуникулёр не действует. Справа: Первоначально была проложена только одна труба. Позже, чтобы увеличить объём подаваемой воды, рядом была проложена вторая. Справа от трубопровода рельсы фуникулёра, местами заросшие кустами и деревянная лестница, состоящая из 4444 ступеней. Она считается самой длинной деревянной лестницей в мире. |

### Новая электростанция 1999 года
В конце 90-х годов заработала новая электростанция. Она полностью вырублена в скале, так же как и олимпийский хоккейный дворец в Лиллехаммере. Вода подводится из водоёмов, расположенных на высокогорном плато. Работы на станции полностью автоматизированы. Станция принадлежит коммуне Форсанн. Электроэнергия, в основном, поставляется в Ставангер.
|                                                                                   | |
| На дальнем плане можно увидеть вход в новую электростанцию, прорубленный в скале. | Машинный зал электростанции. Помещение полностью вырублено в скале, на что указывает дальняя стена, представляющая собой скальный монолит. |

## Сонгесанн

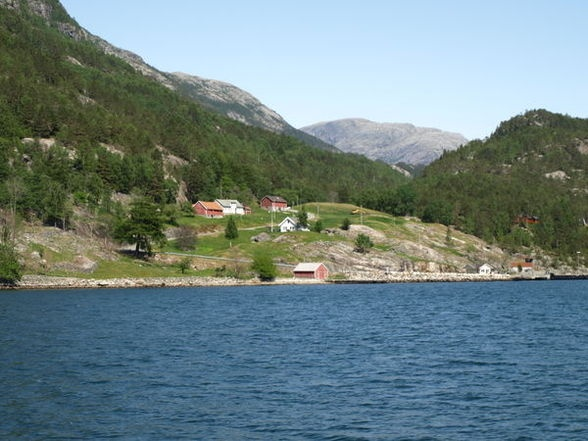
Сонгесанн — небольшая деревушка на северном берегу фьорда.

Сонгесанн (норв. Songesand) — деревушка на северном берегу Люсе-фьорда почти на середине между Форсанном и Люсеботном. Входит в коммуну Форсанн.
Есть сухопутная связь с Ордалом (норв. Årdal) и коммуной Ельмеланн (норв. Hjelmeland). У деревни есть собственная пристань.
Прежде в деревне проживало до 36 человек, было почтовое отделение, школа. Школа окончательно закрылась в 1969 году. Несколько последних лет перед окончательным закрытием в ней обучалось только 3—4 школьника.
Новый толчок к развитию Сонгесанн получил в 1994 году, когда в летний сезон регулярно начали ходить паромы между Ставангером и Люсеботном.

## Хеньяне
Хеньяне (норв. Hengjane) — гора на северном берегу фьорда, недалеко от Прекестулена. С этим местом связана романтическая легенда о немце Хайнрихе и Зикке. Немец Хайнрих появился на фьорде в 1915 году и занимался рыбалкой. Однажды он услышал о женщине Зикке, что жила на самой вершине горы Хеньяне. Он вскарабкался наверх и так и остался жить вместе с Зикке. У них родился ребёнок, который не пережил первую же холодную зиму. Занимался Хайнрих самогоноварением, что было очень выгодно: самогонка пользовалась большим спросом во времена сухого закона в Норвегии (1921 год). В частности, самогон поставлялся и в Ставангер. Сегодня мы можем видеть небольшой каменный причал, возле которого Хейнрих оставлял свою лодку и поднимался на гору при помощи лебёдки. С помощью этой же лебёдки на гору поднимали сахар и спускали вниз самогон.
После продолжительного расследования полиции удалось выследить самогонщика и Хайнриха за это и за многие другие незаконные действия выслали из страны и конфисковали самогонный аппарат. Через некоторое время он вернулся к своей Зикке. Но после очередного скандала, связанного с продажей лодки, он исчез навсегда. Зикке ждала его до самой смерти, живя в полном одиночестве и бедности на горе Хеньяне.
Конфискованный самогонный аппарат хранится до сих пор. Его можно увидеть в Ойгартстюль (норв. Øygardsstølen) — стартовая точка для восхождения на Кьёраг.

## Прекестулен
Прекестулен (норв. Preikestolen), так же известна как Pulpit Rock («Скала-кафедра») — гигантский утёс высотой 604 м над Люсе-фьордом.
Вершина утёса площадью около 25 на 25 метров, квадратная и почти плоская. Со скалы, нависающей над фьордом, открывается великолепный вид, и благодаря ему скала известна как одна из главных природных достопримечательностей Норвегии. Прекестулен одно из самых посещаемых мест в регионе. Каждый год его посещают более 100 тысяч человек.
Согласно старой легенде, этот гигантский утёс рухнет, если 7 сестёр выйдут замуж за 7 братьев из одного дистрикта (под дистриктом имеется в виду один из пяти неофициальных регионов Норвегии). У основания площадки проходит трещина шириной 20—25 см. Если когда-то эта скальная площадка и рухнет в воды фьорда, то раскол пройдёт именно по этой трещине.
- Скала Прекестулен<br

"
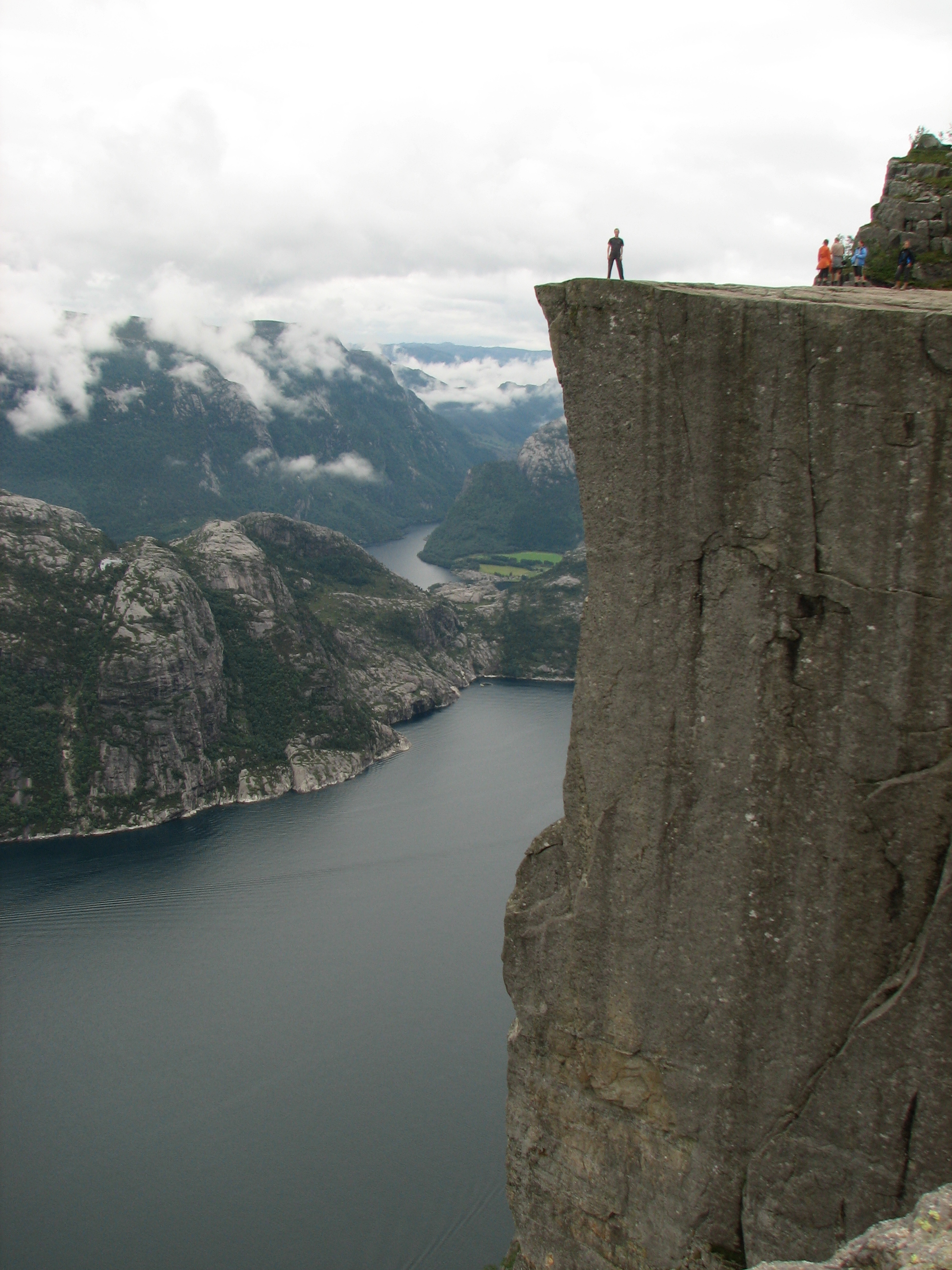
Отвесная скала высотой 604 метра, раньше часто использовалась бейсджамперами.
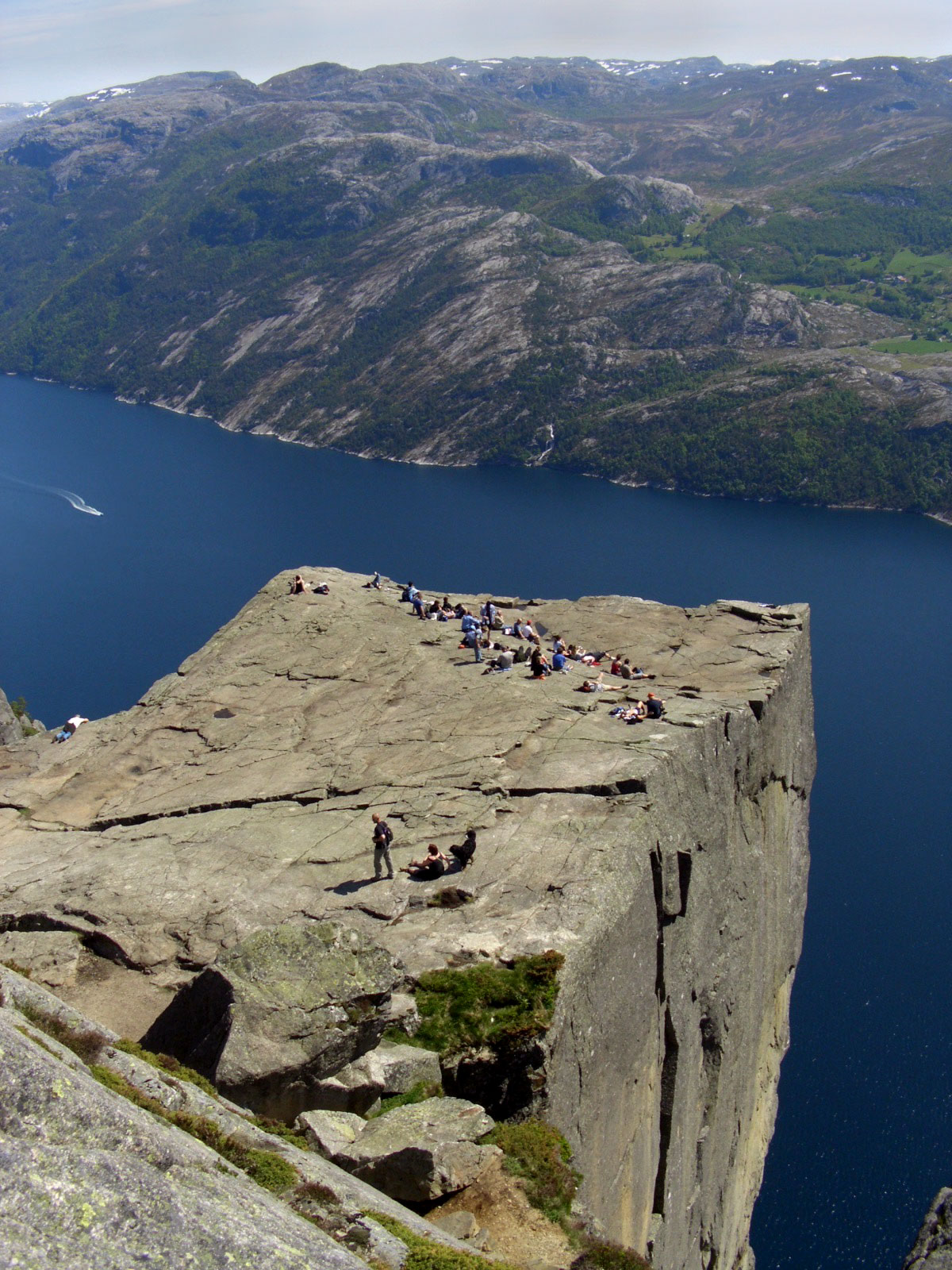
Прямоугольная скальная платформа 25×25 метров. Хорошо видна трещина у основания площадки.
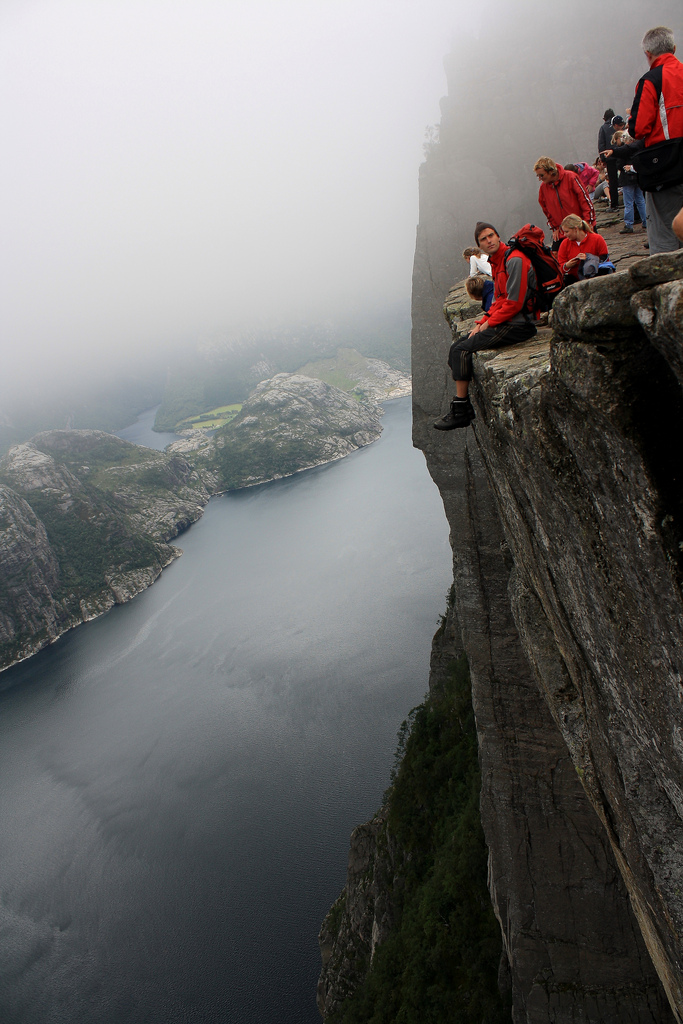
До сих пор не известно ни об одном трагическом случае.

### Рефсю
Бывшая пароходная пристань на северном берегу фьорда. Сегодня здесь можно увидеть только бетонные останки внутри небольшой бухты рядом с ручьём, впадающим во фьорд.
Первые экскурсии на Прекестулен были организованы ещё в 1890-х годах. Тропы, которой сегодня пользуются все туристы для посещения плато, тогда ещё не существовало. Она была проложена через скальные склоны чуть позже, тогда же были вырублены проходы вдоль скал и сделаны поручни. Так как добраться до Pulpit Rock по суше было затруднительно, то экскурсии водили именно отсюда. От Рефсю вела тропинка к хижине Прекестуль. Сегодня на её месте осталась только ржавая арматура, торчащая из скал.

## Ланда

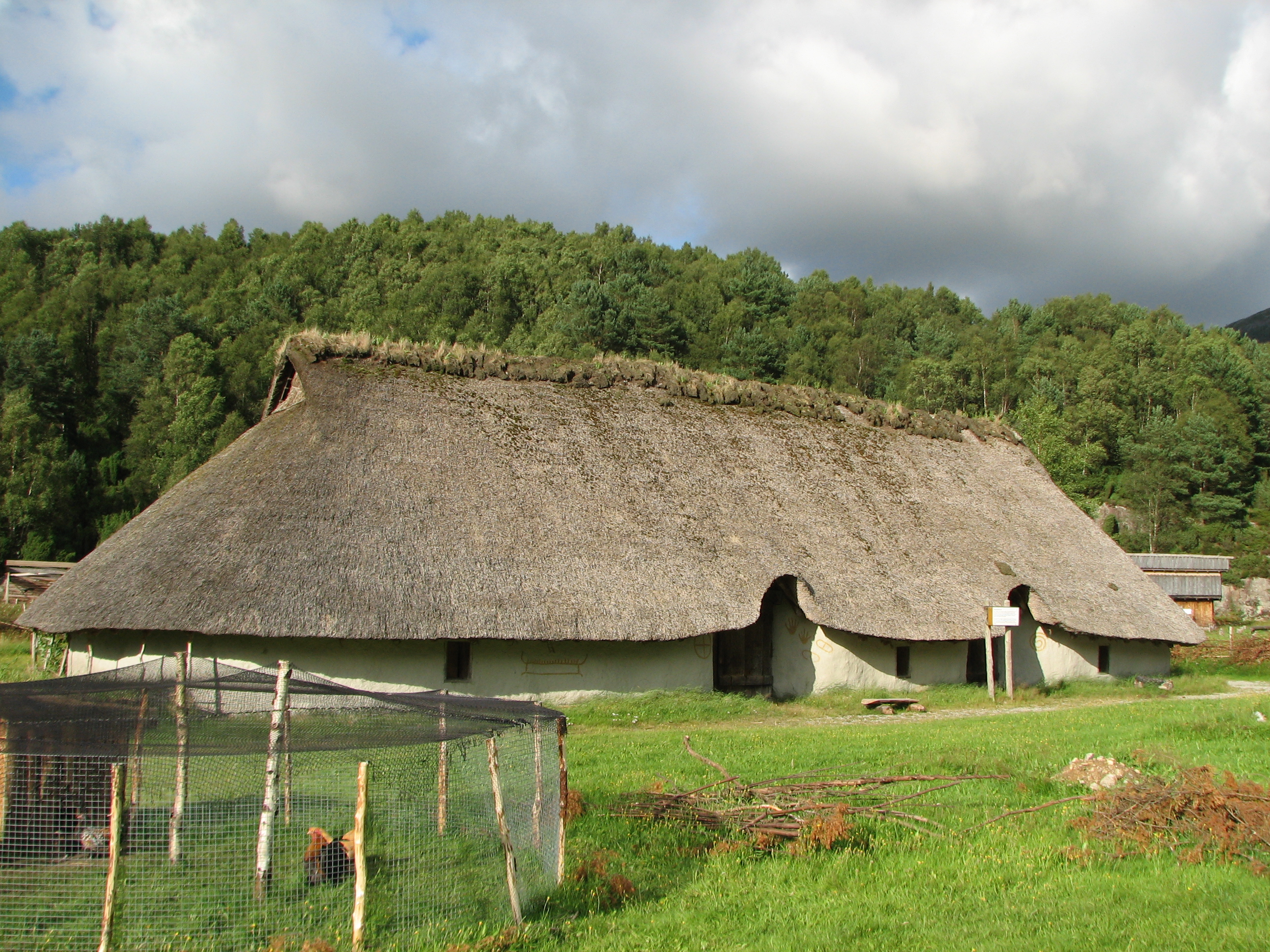
Ланда. Дом викингов.

Недалеко от дельты Люсе-фьорда были найдены интересные археологические свидетельства о первых поселениях на территории Норвегии, которые датируются 1500 годом до н. э. В те времена люди жили общинным хозяйством. На древних фундаментах восстановлены несколько построек железного и бронзового века. Всего в Ланде находится 6 домов-музеев.
Раскопки и реконструкция шли под руководством Тронда Лёкена (норв. Trond Løken). В 1995 и 1999 годах в соавторстве со своими коллегами он выпустил несколько книг о раскопках и артефактах найденных в Ланде.

## Форсанн

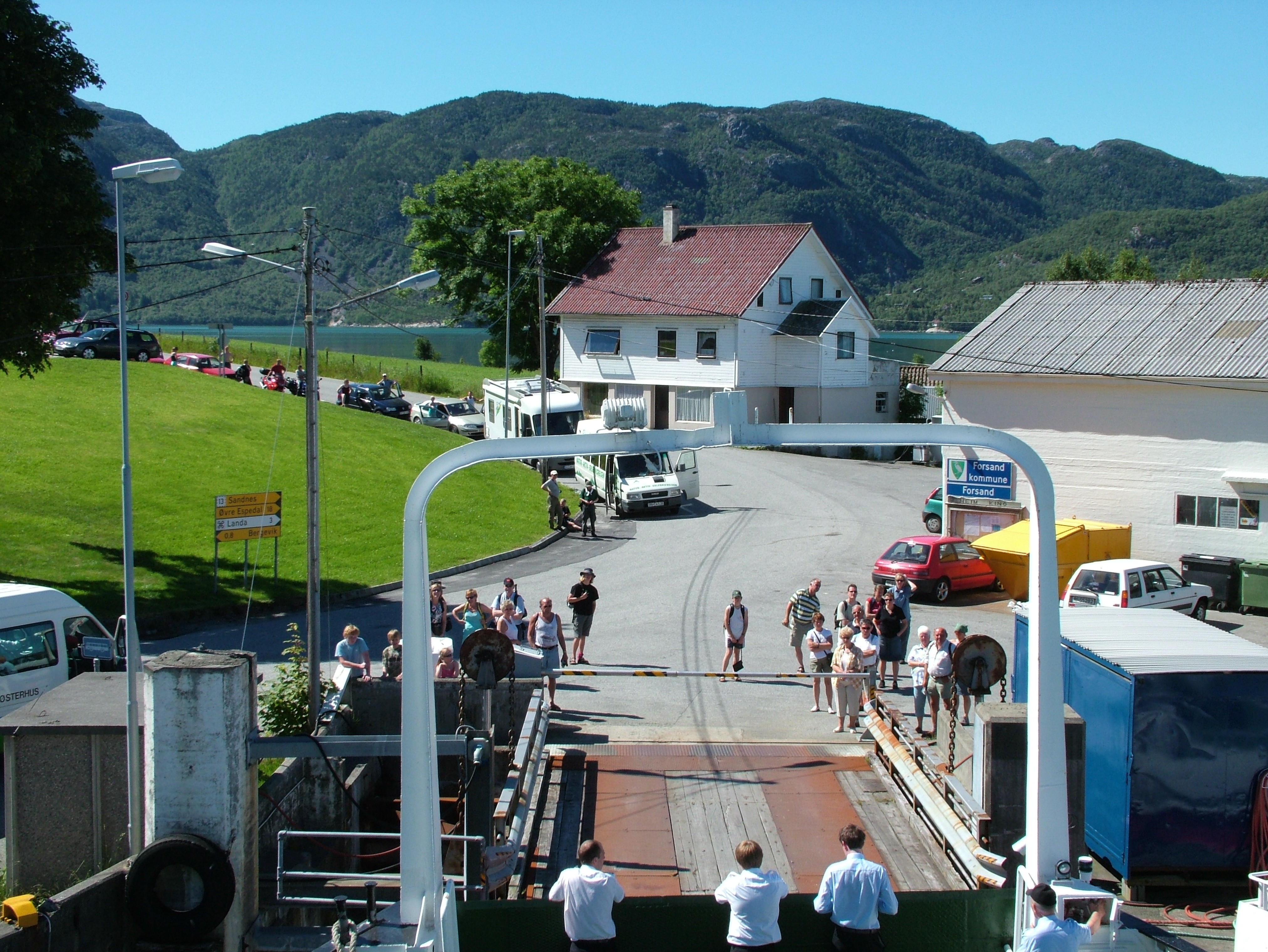
Форсанн. Очередь из машин, ожидающих погрузки на паром.

Форсанн (норв. Forsand) — столица одноимённой коммуны (муниципалитета). Население составляет около 1000 человек. Здесь в дельте Люсе-фьорда глубина всего 13 метров. Форсанн — богатая коммуна. Основной доход приносит продажа электроэнергии, основным потребителем которой является четвёртый по величине город в Норвегии — Ставангер. Из Форсанна на другую сторону Люсе-фьорда ведёт вантовый мост. Если вы хотите после восхождения на Кьёраг посетить и Прекестулен, то можно не продолжать путешествие на пароме до Лаурвика, а съехать на машине в Форсанне, пересечь фьорд и добраться до кемпинга Прекестулен.

### Мост через фьорд
В самом начале фьорда находится одноимённый висячий мост. Мост соединяет городок Форсанн с противоположным северным берегом фьорда.
Одним из дизайнеров проекта моста через фьорд был Ос Якобсен (норв. Aas Jakobsen).
Строительство моста было начало в 1995 году, а через два года, в 1997 году мост был сдан в эксплуатацию. Длина главного пролёта моста составляет 446 метров, а общая длина 639 метров. Пилоны выполнены из железобетона и достигают в высоту 102 метров. Ширина — 12.3 метра
| | |  |
| \| длина главного пролёта \| 446 м \| \| общая длина \| 639 м \| \| ширина \| 12,3 м \| \| высота пилонов \| 102 м \| | Слева: железобетонные пилоны моста. Вид с воды; Центр: вид на мост с высоты птичьего полёта; В нижней части фото можно увидеть Форсанн. Справа: максимальная длина пролёта 446 метров. Вид на мост с туристического парома. |  |
| длина главного пролёта                                                                                                | 446 м |  |
| общая длина | 639 м |  |
| ширина | 12,3 м |  |
| высота пилонов | 102 м |  |

## Лаувик
Лаувик (норв. Lauvvik) — паромная пристань на материковой части дороги RV 13. В летний сезон это конечная станция паромных экскурсий по фьорду. От Лаувика можно быстро добраться до Санднеса, Ставангера — нефтяной столицы Норвегии и четвёртого города страны.

## Достопримечательности фьорда с воды

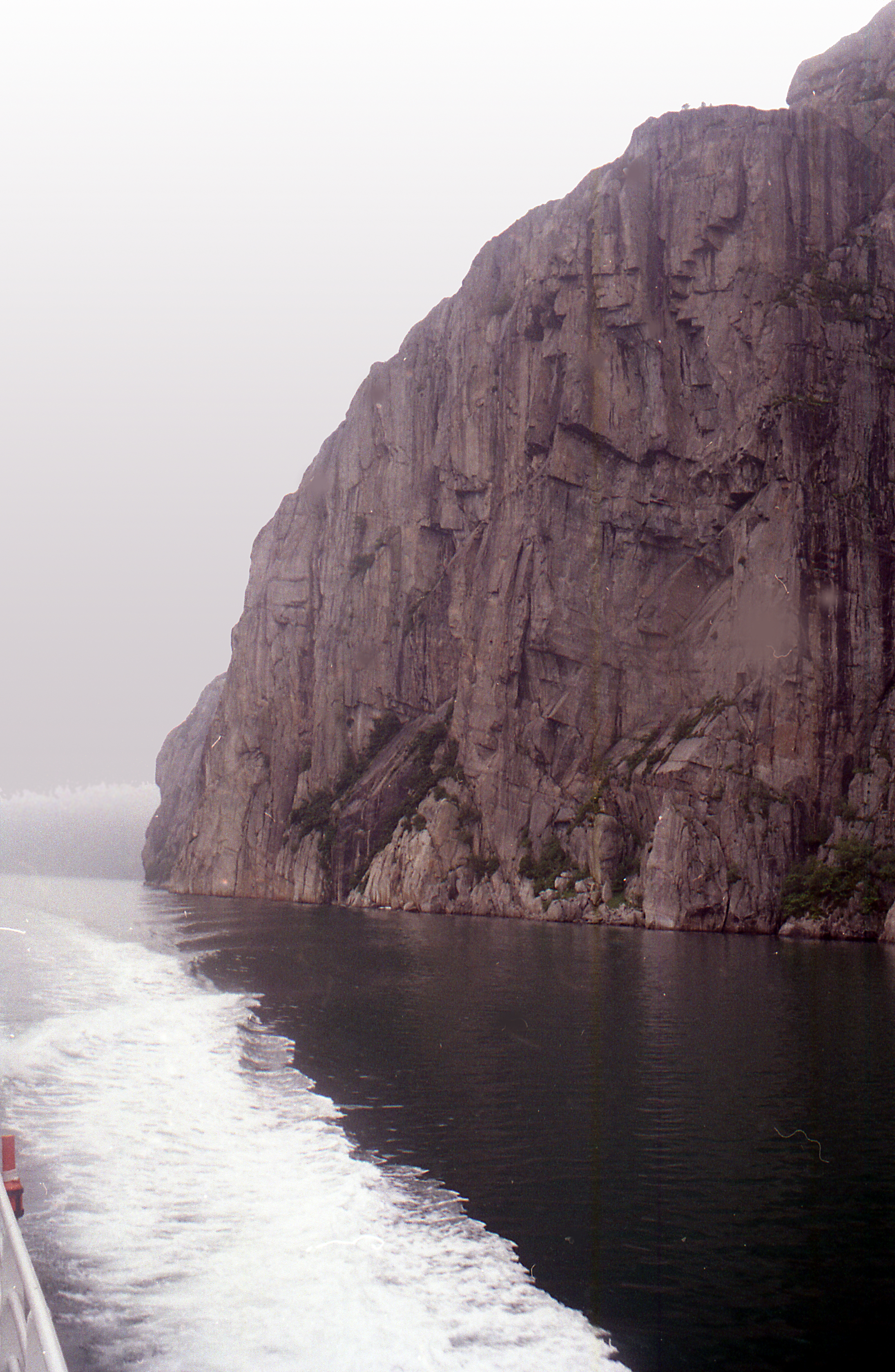
Неприступный северный берег
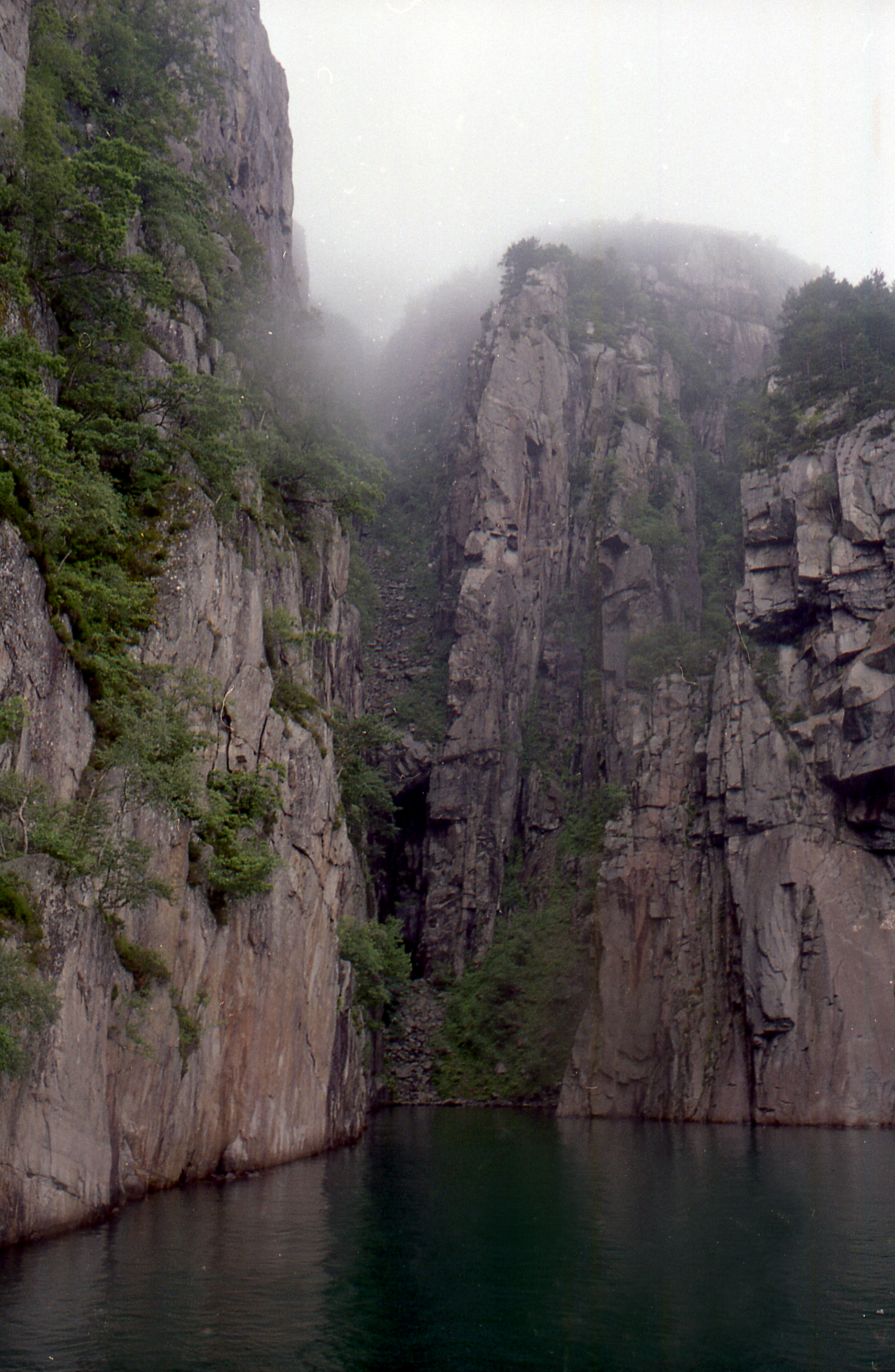
«Бухта контрабандистов», посещение которой сопровождается исполнением музыки Грига
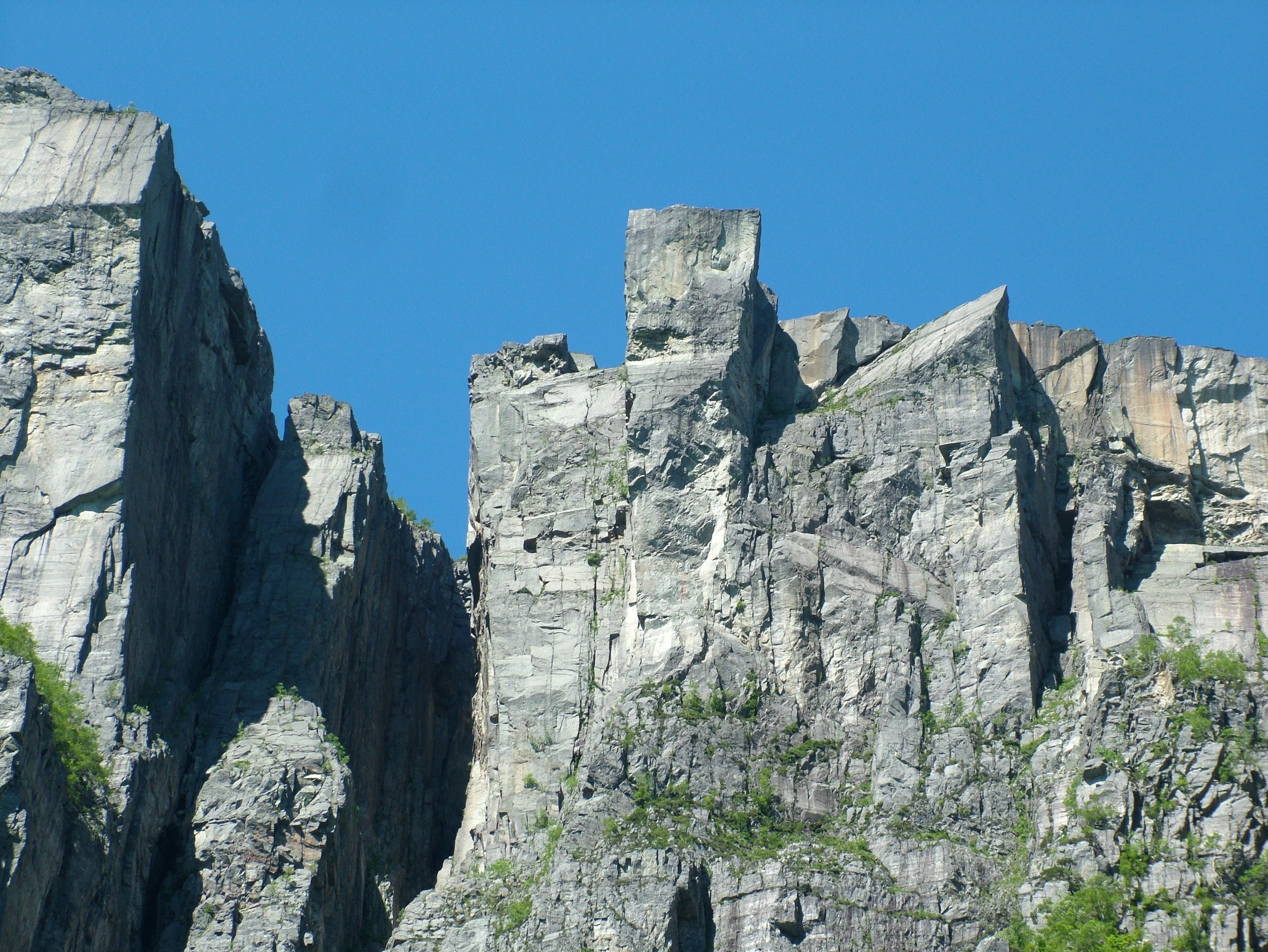
Скала «Кафедра» снизу.
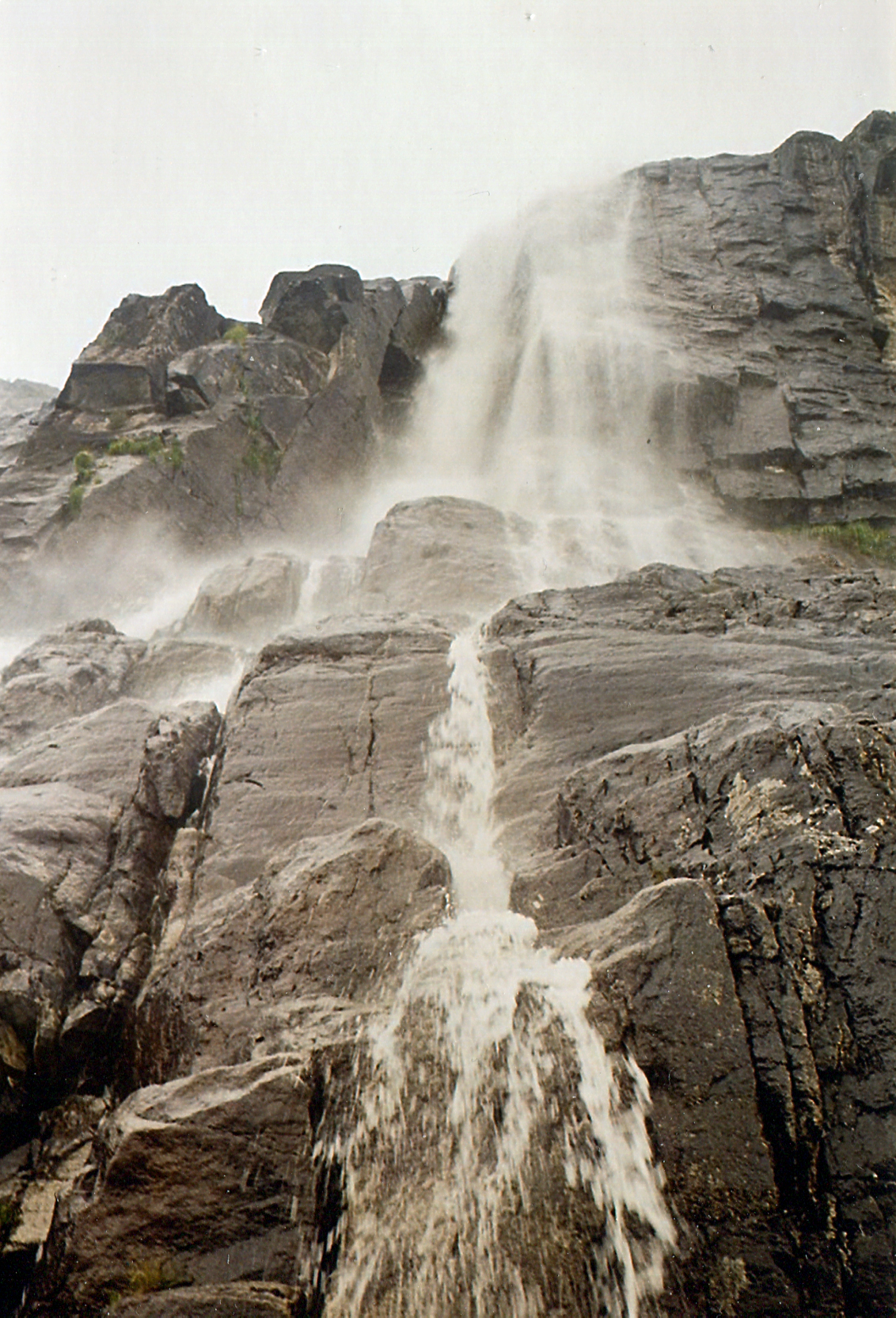
Один из множества водопадов
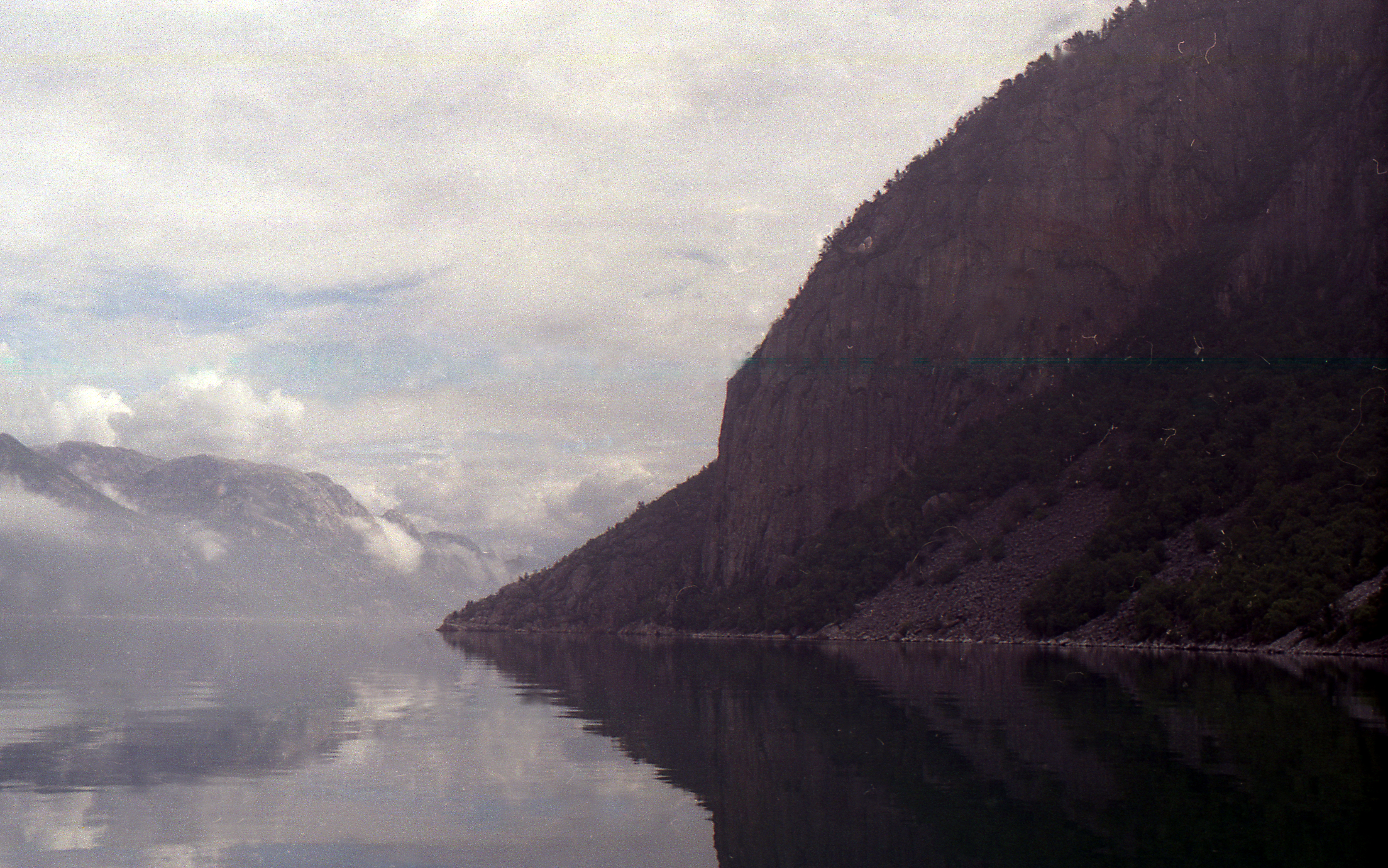
Южный берег Люсе-фьорда
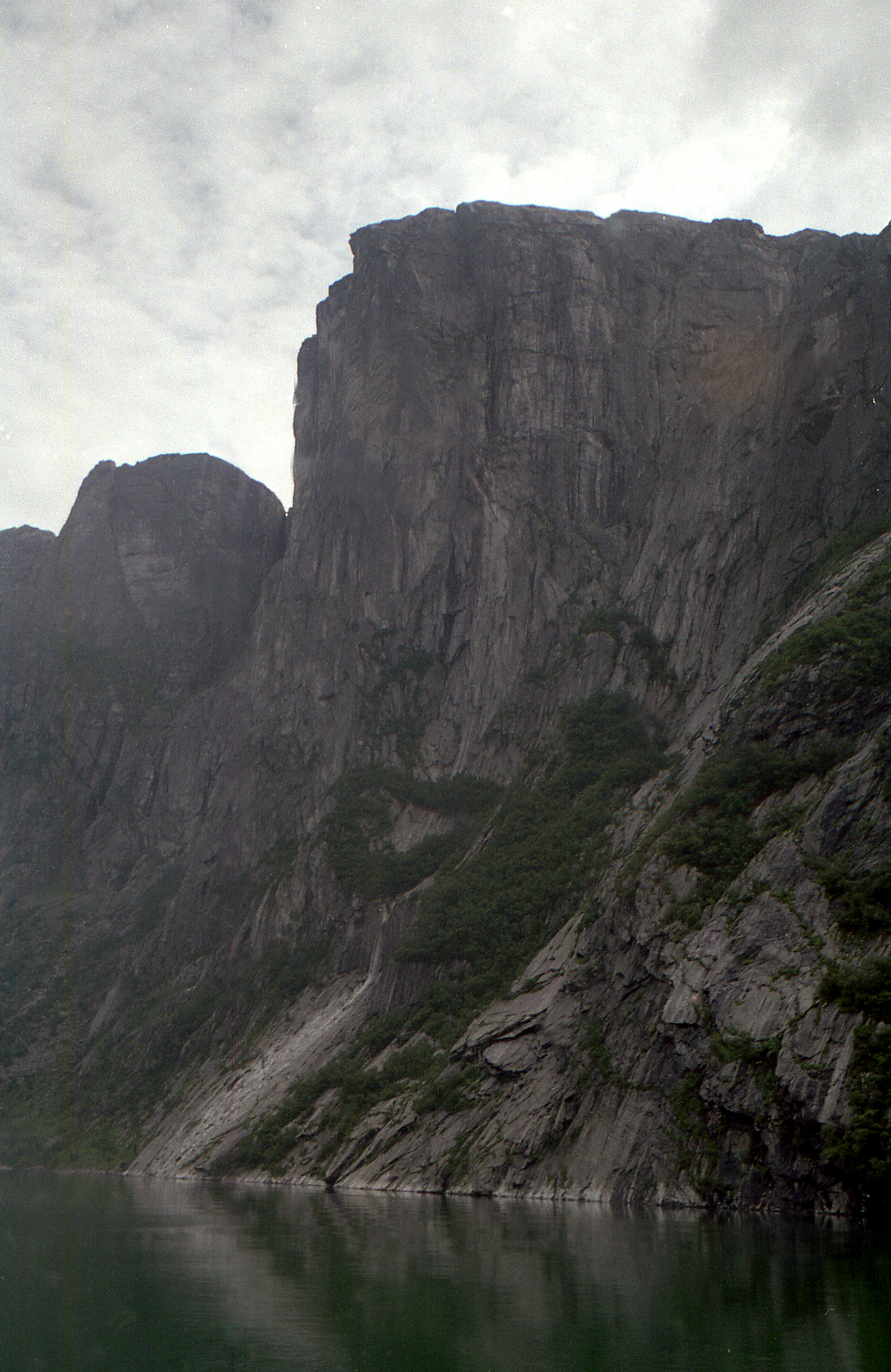
Кьераг с воды
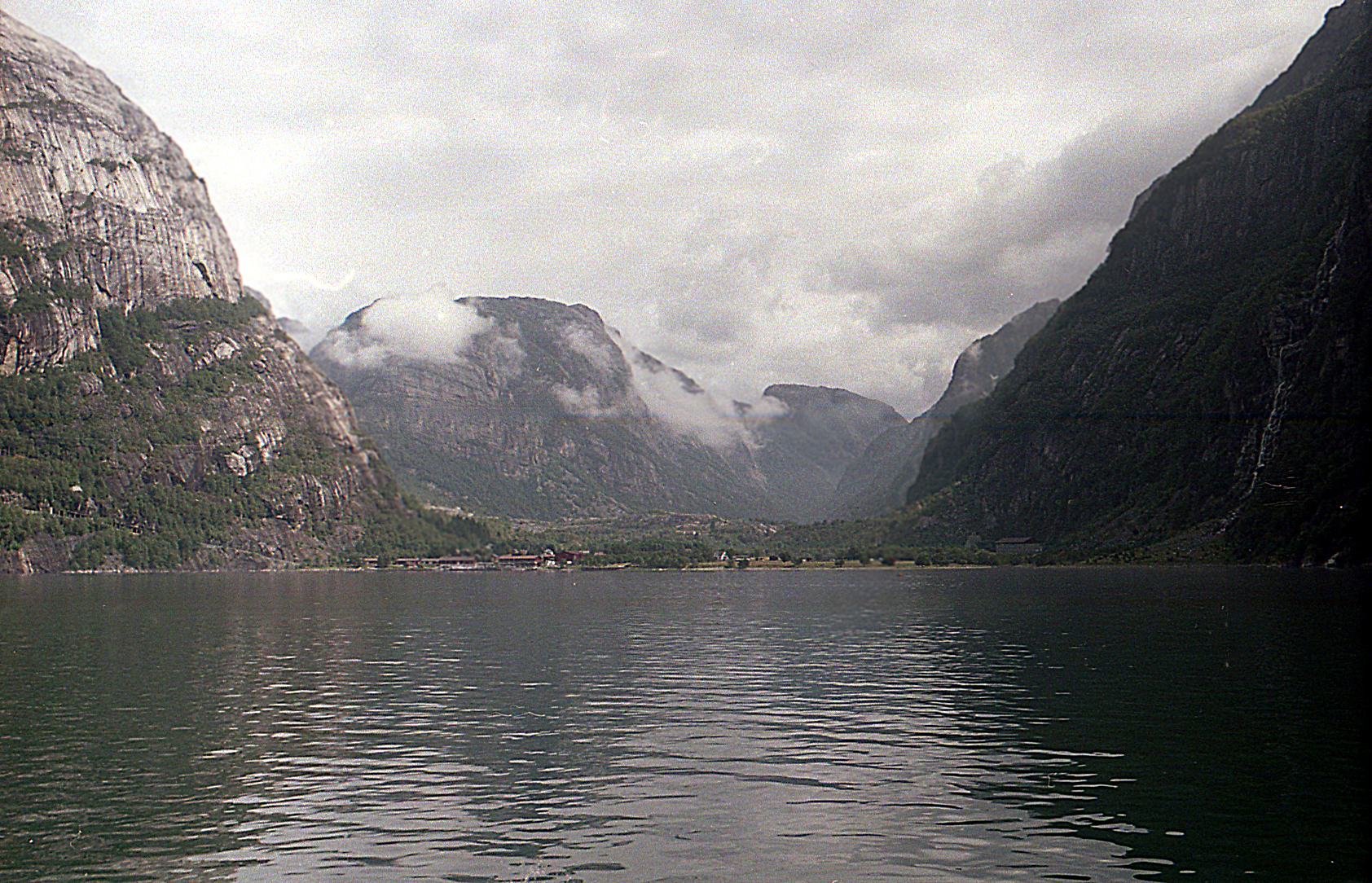
Конец Люсе-фьорда у Люсеботна
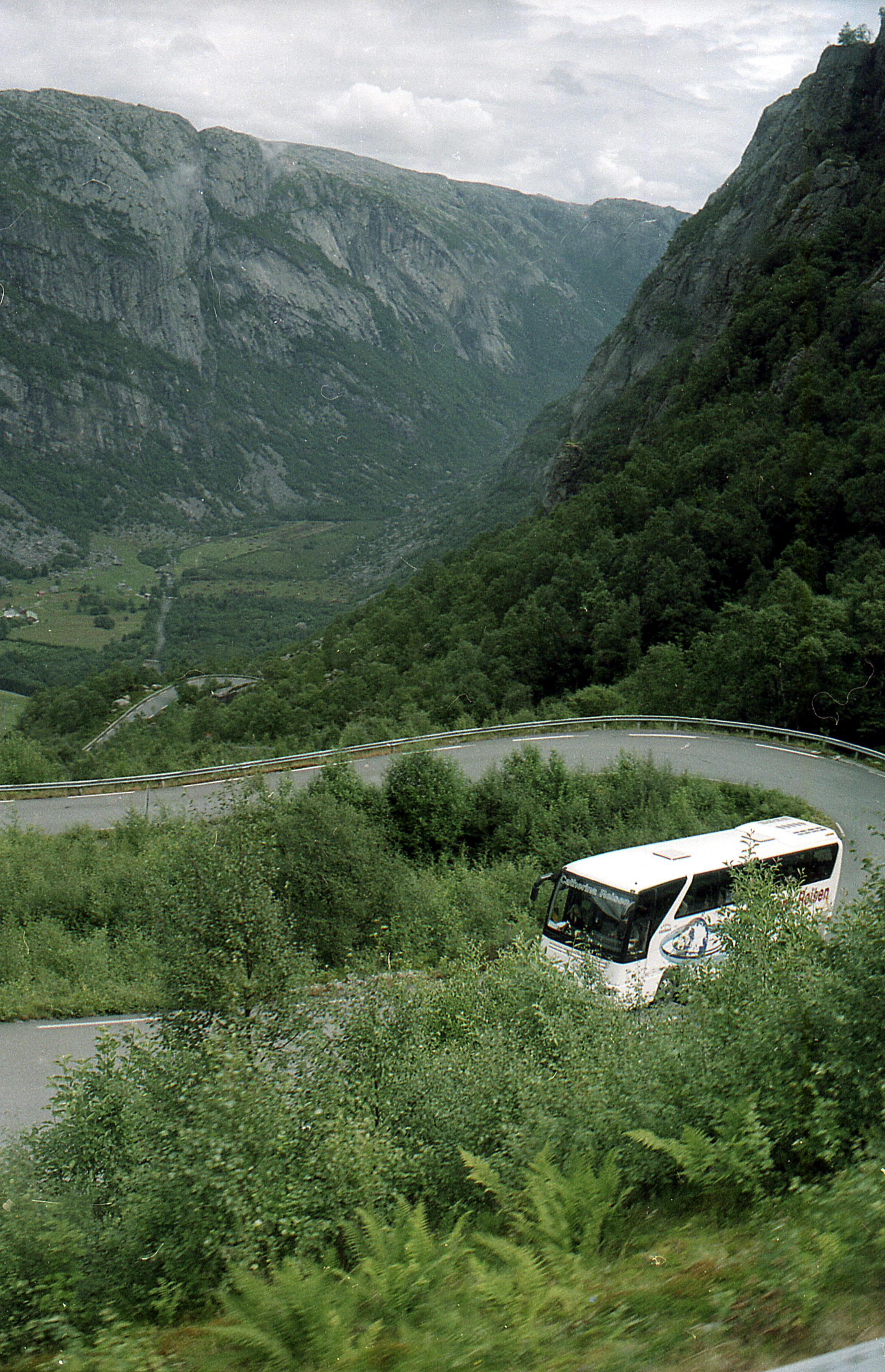
На серпантине над Люсеботном с выходом на плато Руголанн

## Климат
| Показатель                    | Янв. | Фев. | Март | Апр. | Май | Июнь | Июль | Авг. | Сен. | Окт. | Нояб. | Дек. |
| ----------------------------- | ---- | ---- | ---- | ---- | --- | ---- | ---- | ---- | ---- | ---- | ----- | ---- |
| Средний суточный максимум, °C | 4    | 2    | 6    | 11   | 13  | 16   | 20   | 18   | 15   | 10   | 7     | 4    |
| Средний суточный минимум, °C  | 1    | −1   | 2    | 7    | 8   | 11   | 15   | 13   | 11   | 7    | 3     | 2    |
| Источник:                     |      |      |      |      |     |      |      |      |      |      |       |      |

На приведённой ниже диаграмме синие полоски показывают среднее количество дождливых дней в месяц. День считается дождливым, если выпало более 1 мм осадков. Среднее берётся по метеорологическим наблюдениям за последние 10 лет.

## «Труженики моря»
Нигде эти непреодолимые силы не предстают в столь грозном сочетании, как в удивительном северном проливе, именуемом Люзе-фьордом. <…> Норвежское море, близость сурового Ставангерского залива, пятьдесят девятый градус широты. Вода черная, тяжелая, в перемежающейся лихорадке бурь. <…> Никто не проходит по ней: углубиться в неё не отважится ни один корабль. Коридор в десять миль длиной меж двух стен в три тысячи футов высотой — вот что видишь, попав туда.
Французский писатель Виктор Гюго посещал Люсе-фьорд в 1866 году и упоминает его в своём романе «Труженики моря» (фр. Les Travailleurs de la Mer), где Гюго с присущей ему драматической экспрессией описал на примере своего героя Жиллиата жизнь рыбаков, их борьбу со стихией моря и морскими чудовищами (не без свойственных романтическому жанру преувеличений), героизм борьбы и жертвенности рыбаков во время кораблекрушения. В 1917 году режиссёром Андре Антуаном был снят одноимённый фильм. Позже книга экранизировалась и другими режиссёрами.